# Emílson Cribari
Emílson Sánchez Cribari (ur. 6 marca 1980 w Cambarze) – brazylijski piłkarz występujący na pozycji środkowego obrońcy. Obecnie gra w SSC Napoli. Posiada włoskie obywatelstwo.

## Kariera klubowa
Emílson Sánchez Cribari jest wychowankiem brazylijskiego klubu Londrina EC. W wieku 18 lat przeprowadził się do Włoch, gdzie rozpoczął treningi w Empoli FC. Piłkarz zadebiutował w jego barwach podczas sezonu 1999/2000, kiedy to Empoli występowało w drugiej lidze. Początkowo Cribari pełnił w zespole rolę rezerwowego, natomiast miejsce w podstawowym składzie wywalczył sobie podczas rozgrywek 2001/2002. Wówczas Empoli zajęło w lidze 4. miejsce, dzięki czemu uzyskało awans do Serie A. W pierwszej lidze Brazylijczyk zadebiutował 15 września 2002 podczas wygranego 2:0 meczu z Como. W sezonie 2003/2004 Empoli uplasowało się na 16. pozycji w tabeli Serie A i spadło do drugiej ligi.
W sierpniu 2004 Cribari podpisał kontrakt z Udinese Calcio. Tam na środku obrony grali najczęściej Włoch Valerio Bertotto, Duńczyk Per Krøldrup, Brazylijczyk Felipe oraz Argentyńczyk Roberto Néstor Sensini. Cribari pełnił więc rolę rezerwowego i w sezonie 2004/2005 rozegrał tylko 8 ligowych spotkań.
W 2005 Cribari został wypożyczony do S.S. Lazio. Ligowy debiut w barwach nowego klubu zanotował 28 sierpnia w zwycięskim 1:0 pojedynku z Messiną. W sezonie 2005/2006 wystąpił łącznie w 28 meczach Serie A, wszystkich w podstawowym składzie. Po zakończeniu rozgrywek działacze Lazio wykupili Cribariego na stałe i już w następnym sezonie Brazylijczyk zajął z rzymską drużyną 3. miejsce w tabeli Serie A. 14 sierpnia 2007 w meczu trzeciej rundy eliminacyjnej do Ligi Mistrzów z Dinamem Bukareszt (remis 1:1) Cribari doznał złamania kości policzkowej i musiał przedwcześnie opuścić boisko. Początkowo miał pauzować około 2 miesiące, jednak wrócił do gry już po 2 tygodniach na rewanżowe spotkanie z rumuńskim klubem i pomógł swojej ekipie zwyciężyć 3:1. Z Ligi Mistrzów Lazio zostało wyeliminowane w rundzie grupowej, w której musiało uznać wyższość Realu Madryt, Olympiakosu i Werderu. W sezonie 2008/2009 Cribari razem ze swoją drużyną wywalczył Puchar Włoch, a w 2009 zdobył również Superpuchar Włoch.
Na początku 2010 Cribari trafił na zasadzie wypożyczenia do Sieny, a następnie wrócił do S.S. Lazio. 31 sierpnia podpisał kontrakt z SSC Napoli, do którego odszedł za pół miliona euro.